# Oanh Kiều
Oanh Kiều (sinh ngày 5 tháng 1 năm 1989) là một nữ diễn viên điện ảnh – truyền hình người Việt Nam. Năm 2021, cô đoạt giải "Nữ diễn viên chính xuất sắc" tại Liên hoan phim quốc tế Nghệ thuật châu Á với vai diễn An Nhiên trong Người lắng nghe: Lời thì thầm.

## Tiểu sử
Oanh Kiều sinh ngày 5 tháng 1 năm 1989 tại Đà Lạt trong gia đình có 5 anh em và không ai theo nghệ thuật. Cô vốn đam mê diễn xuất nên đã đăng ký thi vào Trường Đại học Sân khấu - Điện ảnh, cô cho biết những năm đầu cô rất nhát không dám bước lên sân khấu và được các giáo viên khuyên nên tìm một ngành nghề khác, đến năm thứ 3 cô được mời đi đóng phim, từ đó cô được giao vai chính hoặc thứ chính.

## Danh sách phim

### Phim truyền hình
| Năm  | Tựa phim                       | Vai diễn             | Đạo diễn                              | Kênh       | Nguồn |
| ---- | ------------------------------ | -------------------- | ------------------------------------- | ---------- | ----- |
| 2011 | Mẹ và con trai                 |                      | Phạm Ngọc Châu                        | HTV9       |       |
| 2011 | Lốc xoáy tình đời              | Sương                | Nguyễn Quang Minh                     | SCTV14     |       |
| 2011 | Trăng mùa mưa                  | Tuyết (lúc nhỏ)      | Trần Huy Cường                        | HTV7       |       |
| 2012 | Mưa đầu mùa                    |                      | Lê Hùng Phương                        | VTV9       |       |
| 2012 | Mắt bướm                       | Yến                  | Phạm Ngọc Châu                        | HTV9       |       |
| 2012 | Cù lao lúa                     | Mận                  | Nguyễn Duy Võ Ngọc                    | TodayTV    |       |
| 2012 | Bước qua bóng tối              | Hiền                 | Nguyễn Hoàng Trung                    | HTV7       |       |
| 2013 | Đi qua dĩ vãng                 | Nhàn                 | Nguyễn Duy Võ Ngọc                    | VTV3       |       |
| 2013 | Cái giá của danh vọng          | Thanh Thảo           | Vũ Huân                               | VTV9       |       |
| 2013 | Sóng gió làng nghề             |                      | Đặng Minh Quang                       | Let's Viet |       |
| 2014 | Đam mê nghiệt ngã              | Thủy / Yên Khê       | Nguyễn Minh Chung                     | VTV3       |       |
| 2014 | Những ngọn nến lung linh       | Tuyết Minh           | Nguyễn Minh Cao                       | Let's viet |       |
| 2014 | Hãy để anh yêu em              | An                   | Nguyễn Duy Võ Ngọc                    | SCTV14     |       |
| 2015 | Đổi đời                        | Bích                 | Đặng Minh Quốc                        | SCTV14     |       |
| 2015 | Tấm lòng của biển              | Bà Thảo (lúc trẻ)    | Trương Dũng                           | HTV9       |       |
| 2015 | Chiếc vòng ngọc huyết          | Linh                 | Nhâm Minh Hiền                        | VTV9       |       |
| 2015 | Giọt nước mắt hận thù          | Hạnh                 | Lê Hướng Nam                          | TodayTV    |       |
| 2015 | Hạnh phúc bất tận              | Hồng                 | Lê Nguyễn Khôi Nguyên                 | HTV9       |       |
| 2016 | Lấy chồng sớm làm gì           | Rạng                 | Trần Cảnh Đôn                         | HTV7       |       |
| 2016 | Sông phố nhà ghe               | Hai Đợi              | Trần Ngọc Phong                       | TodayTV    |       |
| 2017 | Xuân hạ thu đông               | Thu                  | Nguyễn Duy Võ Ngọc                    | Let's Viet |       |
| 2017 | Hồ sơ lửa P1: Mật danh Đ9      | Liên                 | Nguyễn Duy Võ Ngọc / Đỗ Mai Nhất Tuấn | SCTV14     |       |
| 2017 | Vợ chồng Đậu thời @            | Bông                 | Trần Chí Thành                        | SCTV14     |       |
| 2017 | Khi cánh hạc bay về            | Hoài                 | Tống Thành Vinh                       | SCTV14     |       |
| 2018 | Dâu Tây đón Tết                | Ngọc Bích            | Trần Toàn                             | SCTV13     |       |
| 2018 | Duyên nợ ba sinh               | Trần Kiều Như        | Nguyễn Duy Võ Ngọc                    | THVL1      |       |
| 2019 | Tình mẫu tử                    | Lan                  | Hoàng Tuấn Cường                      | THVL1      |       |
| 2019 | Tiếng sét trong mưa            | Phượng               | Nguyễn Phương Điền                    | THVL1      |       |
| 2019 | Bán chồng                      | Nương                | Lê Hùng Phương                        | VTV3       |       |
| 2020 | Đò xuôi vạn lý                 | Thu Thủy             | Nguyễn Duy Võ Ngọc                    | SCTV14     |       |
| 2020 | Gia đình là số 1 (phần 3)      | Minh Thư             | Phạm Tuân                             | HTV7       |       |
| 2021 | Cây táo nở hoa                 | Thu                  | Võ Thạch Thảo                         | HTV2       |       |
| 2021 | Canh bạc tình yêu              | Bà Thúy (lúc trẻ)    | Trương Dũng                           | THVL1      |       |
| 2022 | Sau phút đam mê                | Như Phúc             | Nguyễn Minh Cao                       | SCTV14     |       |
| 2022 | Duyên kiếp                     | Lan                  | Chu Thiện                             | THVL1      |       |
| 2022 | Lỗi đạo cang thường            | Ba Huyền             | Hồ Ngọc Xum                           | SCTV14     |       |
| 2023 | Hoa vương                      | Mẹ Anh Thư (lúc trẻ) | Đỗ Phú Hải / Hoàng Trần Minh Đức      | VieON/HTV2 |       |
| 2023 | Lụa                            | Khánh Thư            | Trần Đức Long                         | HTV7       |       |
| 2023 | Yêu trước ngày cưới            | Chị Ánh              | Võ Thạch Thảo                         | VieON      |       |
| 2024 | Trăm năm hạnh phúc được không? | Hạ Vy                | Nguyễn Mạnh Hà                        | HTV7       |       |
| 2024 | Tình yêu đến cùng gió biển     | Hải Duyên            | Giang Thanh                           | SCTV14     |       |
| 2024 | Dưới bóng con hầu              | Ngọc Mai             | Nguyễn Anh Tuấn                       | Yeah1      |       |
| 2024 | Trái tim bất hạnh              | Hà Anh               | Trọng Trinh                           | SCTV14     |       |
| 2025 | Duyên                          | Bà Thủy (lúc trẻ)    | Nguyễn Phương Điền                    | THVL1      |       |

### Phim điện ảnh
| Năm  | Tựa phim                      | Vai diễn             | Đạo diễn                  | Nguồn |
| ---- | ----------------------------- | -------------------- | ------------------------- | ----- |
| 2017 | Cô Ba Sài Gòn                 | Thanh Loan (lúc trẻ) | Trần Bửu Lộc – Kay Nguyễn |       |
| 2017 | Dạ cổ hoài lang               | Út Trong             | Nguyễn Quang Dũng         |       |
| 2018 | Về quê ăn Tết                 | Hằng                 | Nguyễn Hoàng Anh          |       |
| 2019 | Thật tuyệt vời khi ở bên em   | Mi Minh              | Luk Vân                   |       |
| 2020 | Nắng 3: Lời hứa của cha       | Thùy Linh            | Đồng Đăng Giao            |       |
| 2021 | Người lắng nghe: Lời thì thầm | An Nhiên             | Khoa Nguyễn               |       |
| 2021 | Trạng Tí phiêu lưu ký         | Hai Hậu - mẹ của Tí  | Phan Gia Nhật Linh        |       |
| 2024 | Lật mặt 7: Một điều ước       | Bà Hai (lúc trẻ)     | Lý Hải                    |       |

## Giải thưởng
| Năm  | Giải thưởng                                | Hạng mục                               | Tác phẩm                      | Kết quả   | Nguồn       |
| ---- | ------------------------------------------ | -------------------------------------- | ----------------------------- | --------- | ----------- |
| 2019 | Ngôi Sao Xanh                              | Nữ diễn viên truyền hình xuất sắc nhất | Bán chồng                     | Đề cử     |             |
| 2021 | Liên hoan phim quốc tế nghệ thuật châu Á   | Nữ diễn viên chính xuất sắc            | Người lắng nghe: Lời thì thầm | Đoạt giải | [ 1 ] [ 2 ] |
| 2021 | Vegas Movie Awards                         | Nữ diễn viên chính xuất sắc            | Người lắng nghe: Lời thì thầm | Đoạt giải | [ 5 ] [ 6 ] |
| 2025 | Liên hoan Truyền hình toàn quốc lần thứ 42 | Nữ diễn viên chính xuất sắc            | Lụa                           | Đoạt giải | [ 7 ]       |